# Mimi Brănescu
Mimi Brănescu (ur. 31 marca 1974 w Lehliu) – rumuński aktor filmowy i teatralny.
Międzynarodowe uznanie zyskał dzięki rolom w czołowych filmach tzw. „rumuńskiej nowej fali”, grając m.in. u Cristiego Puiu (Śmierć pana Lăzărescu, 2005; Sieranevada, 2016), Radu Munteana (Papier będzie niebieski, 2006; Wtorek, po świętach, 2010), Călina Petera Netzera (Medal honorowy, 2009; Pozycja dziecka, 2013). Wielokrotnie nominowany do Nagrody Gopo, zdobył ją jak dotąd raz – za drugoplanową rolę w filmie Boogie (2008) Munteana.
Prywatnie mąż rumuńskiej aktorki Mireli Oprișor, z którą zagrali wspólnie parę małżeńską w filmie Wtorek, po świętach.